# Tradizioni scozzesi
Tradizioni scozzesi (My Bunny Lies over the Sea) è un film del 1948 diretto da Chuck Jones. È un cortometraggio d'animazione della serie Merrie Melodies, uscito negli Stati Uniti il 4 dicembre 1948. Il titolo originale è un gioco di parole sul secondo verso della canzone "My Bonnie Lies over the Ocean", che viene citata nella colonna sonora. Dal 1998 viene distribuito col titolo Scampagnata oltre oceano.

## Trama
Mentre si sta dirigendo verso i La Brea Tar Pits di Los Angeles, Bugs Bunny si perde e finisce per caso al Loch Lomond in Scozia. Qui scambia lo scozzese Angus MacRory (che indossa un kilt e suona la cornamusa) per una donna attaccata da un mostro, e gli distrugge la cornamusa. MacRory si infuria con Bugs e, dopo avergli detto che si trova in Scozia, gli spara con una spingarda. Bugs si nasconde sottoterra e riappare subito dopo travestito da un vecchio scozzese, lamentandosi che MacRory sta cacciando sulla sua proprietà. L'uomo non gli crede e lo sfida a duello tramite una partita di golf. Bugs accetta, e durante la partita batte continuamente l'avversario con una serie di palesi scorrettezze. MacRory tuttavia lo accusa di ciò solo quando Bugs si dichiara vincitore, al che il coniglio si difende con un elenco di citazioni "storiche" fasulle. Lo scozzese accetta la sconfitta, ma afferma di essere il migliore nel suonare la cornamusa. Bugs però lo batte anche in questo, suonando una cornamusa insieme ad altri sette strumenti come un uomo orchestra.

## Distribuzione

### Edizione italiana
Il corto arrivò in Italia direttamente in televisione negli anni ottanta. Nel doppiaggio, eseguito dalla Effe Elle Due e diretto da Franco Latini su dialoghi di Maria Pinto, è stato cambiato il dialogo finale: MacRory infatti accusa Bugs di aver "sbagliato", e quest'ultimo cita un unico episodio che sarebbe accaduto ai "campionati mondiali indoor". Inoltre vi sono alcuni errori di adattamento e pronuncia nelle battute di Bugs mentre controlla la cartina, e il coniglio urla "buca" anziché "fore". Un ridoppiaggio più corretto fu eseguito dalla Angriservices Edizioni sotto la direzione di Renzo Stacchi per l'uscita in VHS nel 1998. Esso è stato però utilizzato solo in VHS e in televisione, mentre nel DVD è stato incluso il primo doppiaggio. Non essendo stata registrata una colonna internazionale, in entrambi i doppiaggi è stata sostituita la musica presente durante i dialoghi.

### Edizioni home video

#### VHS
America del Nord
- Bugs Bunny's Hare-Brained Hits (22 settembre 1993)
- From Hare to Eternity (1997)
- Bugs Bunny: Big Top Bunny (26 ottobre 1999)
- Looney Tunes: The Collector's Edition Vol. 2 (1999)

Italia
- L'ammutinamento di Bunny (ottobre 1998)
- Bugs Bunny: Big Top Bunny (maggio 2000)

#### Laserdisc
- Winner by a Hare (1992)

#### DVD
Il corto fu pubblicato in DVD-Video in America del Nord nel primo disco della raccolta Looney Tunes Golden Collection: Volume 1 (intitolato Best of Bugs Bunny) distribuita il 28 ottobre 2003; il DVD fu pubblicato in Italia il 2 dicembre 2003 nella collana Looney Tunes Collection, col titolo Bugs Bunny.